# Ámosz próféta

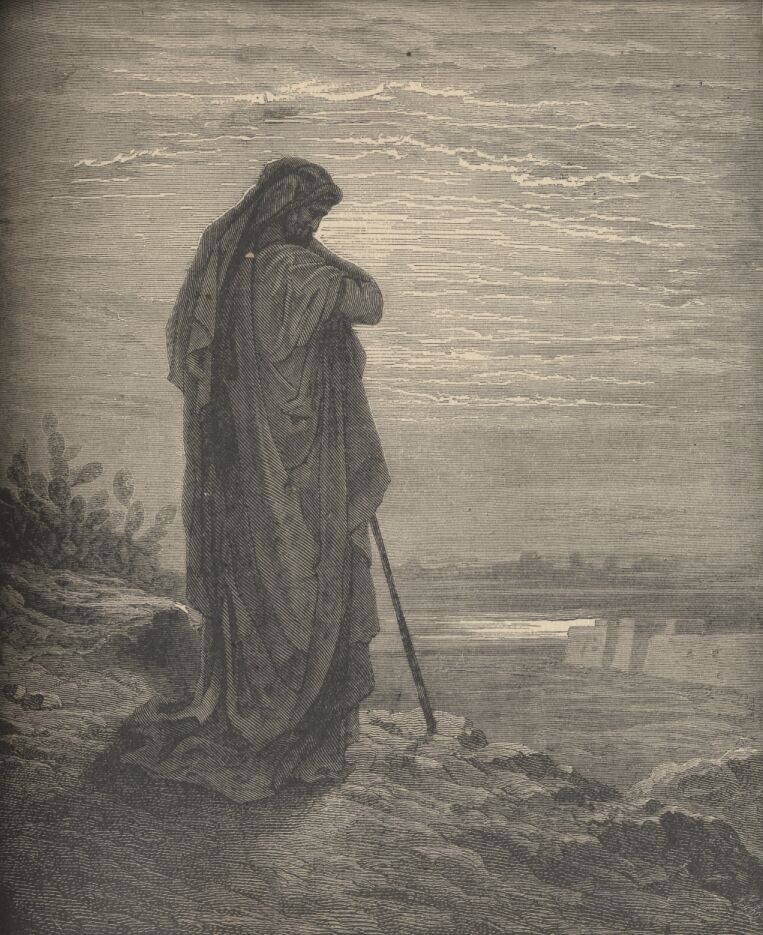
Gustave Doré festménye: Ámosz próféta; aki eredeti foglalkozását tekintve pásztor volt

Ámósz (Ámosz, Ámós) Kr. e. 8. századi héber próféta. Hazája a Júdabeli Tékoa, amely Betlehem közelében feküdt, de prófétai szolgálatát az északi királyságban végezte II. Jeroboám uralkodása idején, Kr. e. 750 körül. Hóseás és valószínűleg Izajás kortársa volt.
Szolgálata idején a gazdasági konjunktúra csak a vezető néprétegeknek kedvezett, akik előnyös helyzetüket kihasználták, és a szegényeket nyomorgatták, kizsákmányolták. A nép vallásos élete külsőségessé vált, formaságokba merevedett. Ámósz kíméletlenül feltárta Izráel bűneit, a szociális visszaéléseket, a felületes istentiszteletet. Hirdette, hogy Isten nem tűri tovább a nép romlottságát és szigorúan megbünteti őket. Az embereknek Istenhez fűződő alapmagatartásának kell megváltoznia.